# Kay Pacha
Na mitologia Inca, Kay Pacha era o mundo terreno, onde todos os seres humanos se desenvolviam.
A base da estrutura cosmológica e religiosa dos Incas, mesmo antes do surgimento do império restava na existência do camaquem, uma força vital presente em todos os factos da existência. Através do camaquem são sustentadas todas as coisas da natureza, inclusive os seres vivos.
A mitologia inca diz que o Sol enviou seu filho, Manco Capac e Mama Ocllo, filha da Lua, sua mulher e irmã, para uma Terra caótica e escura. Eles chegaram erguendo-se das águas do lago Titicaca e, em busca de um lugar para estabelecer seu reino, seguiram em direção noroeste, até o vale do rio Huatanay. Ali, Manco revirou a terra com seu cajado, encontrou solo espesso e fértil e chamou o local de Cuzco ("umbigo do mundo"). A cidade se tornou o centro do poder, da religião e da cultura inca. 
Uma rede de estradas ligava Cuzco ao resto do império que, em seu apogeu, se estendia do centro do Equador até a região central do Chile, ao sul, e da costa do oceano Pacífico até as encostas orientais dos Andes. O apogeu do império teria ocorrido entre 1435 e 1471 no reinado do líder inca Pachacutec.
O Império Inca ("Tawantinsuyo") parece ter tido como base uma confederação de cidades-estado que incluía Cuzco e vilas como Ollantaytambo e Pisac, nos vales do rios Vilcanota e Urubamba. Deuses locais foram incorporados à religião inca e os filhos dos chefes regionais eram levados para Cuzco, onde eram educados para, mais tarde, voltar e governar suas províncias natais.
Quase todos os aspectos da vida do povo inca eram controlados pelo Estado, desde o tipo de roupas que podiam usar até o tamanho de suas casas. As pessoas eram obrigadas a trabalhar na construção de estradas e no cultivo da terra. O abastecimento garantido de alimentos era um dos pilares da dominação do povo inca pelo Estado, uma organização eficiente, estável e baseada em um rígido sistema de castas.
Em 1532, quando uma guerra civil dividia o império inca, o conquistador espanhol Francisco Pizarro, marchou sobre os Andes sem enfrentar oposição. Sua experiente força de mais ou menos 150 soldados e uns vinte cavalos, incluía veteranos da conquista dos astecas na América Central. Em um ano as tropas de Pizarro ocuparam Cuzco e instalaram um governante inca de sua escolha que, no entanto, mais tarde liderou uma fracassada rebelião contra os espanhóis.